# Aeropuerto de Tambor
El aeropuerto de Tambor (IATA: TMU, OACI: MRTR) es un aeropuerto público costarricense que sirve al pueblo de Tambor en la provincia de Puntarenas. El aeropuerto da servicio a toda la zona aledaña que engloba varios destinos turísticos como Malpaís, Santa Teresa, Montezuma y la reserva natural de Cabo Blanco.
Tambor es el sexto aeropuerto más ocupado del país y el cuarto más ocupado para vuelos nacionales, después de los aeropuertos de Puerto Jiménez, La Managua y Tamarindo. El aeropuerto es de propiedad pública de la Dirección General de Aviación Civil de Costa Rica.

## Información técnica
La pista de aterrizaje es de asfalto y se extiende paralela desde la bahía Ballena, una ensenada en la punta de la península de Nicoya. 
Desde el aeropuerto, en dirección norte a oeste, el terreno es montañoso. En dirección sur, el terreno está en inclinación. El despegue y aproximación desde el sureste son sobre el agua de la bahía Ballena. Despegues hacia el noroeste tienen algunas consideraciones de terreno dada la inclinación en la geografía.
El VOR-DME de El Coco (Ident: TIO) está localizado a 81 kilómetros al estenordeste del aeropuerto.

## Aerolíneas y destinos
| Destinos | Aeropuertos                             | Aerolíneas |
| -------- | --------------------------------------- | ---------- |
| San José | Aeropuerto Internacional Tobías Bolaños | Aerobell   |

## Estadísticas de pasajeros
Las siguientes estadísticas de pasajeros provienen de los anuarios estadísticos de la Dirección General de Aviación Civil de Costa Rica.